# オルフェ (曲)
「オルフェ」は、宮野真守の楽曲。彼の6枚目のシングルとして2011年7月13日にキングレコードMM制作部から発売された。

## 概要
前作「ヒカリ、ヒカル」から約7ヶ月ぶりのシングルで、2011年1枚目のシングル。また、メジャーデビューシングル「Discovery」から6作連続で3曲入りの仕様になっている。
表題曲「オルフェ」は、テレビアニメ『うたの☆プリンスさまっ♪ マジLOVE1000%』のオープニングテーマとして起用された。また、第1話ではエンディングテーマとして使用された。なお、自身のメジャーデビュー後の楽曲がテレビアニメの主題歌として起用されるのは初となる。
カップリング曲の「MOONLIGHT」と「STAND UP SOUL」は、ラジオ『宮野真守のm-1ぐらんぷりっ!』のエンディングテーマ、オープニングテーマにそれぞれ使用されている。
表題曲にはPVが製作されており、宮野は今までのPVにはなかったバンドテイストが加わったロックな雰囲気が出ている映像に仕上がっている。撮影場所は採石場、洞窟のような場所で撮影を行った為、宮野は「ダンジョンの様な場所」であったと語っている。また。PVの製作監督からは「新しい宮野真守が見られるPVになった。」と言われたという。なお、宮野がPVでギターを弾く事が決定したのはPV撮影の直前だったので、バンドメンバーの木原に1日で教えて貰ったと語っている。
表題曲は作詞・作曲を上松範康、編曲を藤田淳平が手掛けており、自身のシングルの表題曲をElements Gardenの作曲家が担当するのは初となった。
歌手の鷲崎健は「PVがかっこよく、ライブで実際に見たい。」、May'nは「地声と裏声の変化が凄い。」、声優の寺島拓篤は「オルフェはかっこいい曲、MOONLIGHTは優しくて爽やかな楽曲である。」と評した。

## チャート成績
2011年7月23日放送分のCOUNT DOWN TVでは16位、2011年7月13日から7月19日調査分のRIAJ有料音楽配信チャートでは48位、2011年7月11日から7月17日調査分のサウンドスキャンの週間シングルCDソフトTOP20では9位、2011年7月11日付のCDジャーナルのジャパニーズロック&ポップスシングルチャートでは19位を獲得した。
ドワンゴが運営している2011年度の年間ランキングでは、「アニメロミックス 着うた」で11位、「アニメロ★うた 着うた」で25位、「超!アニメロ 着うたフル」で8位を獲得した。

## 収録曲
1. オルフェ [4:29]
作詞・作曲：上松範康、編曲：藤田淳平
  - テレビアニメ『うたの☆プリンスさまっ♪ マジLOVE1000%』オープニングテーマ

楽曲自体は、疾走感が溢れるロックサウンド風の曲調になっている[8][13]。詞は「情熱」や「切なさ」などをイメージしており[14][15]、楽曲内容はラブソングである[2]。
ロックサウンドに地声と裏声の使い分けをメロディに乗せて唄う事に苦労したと語っている[10]。
作詞・作曲を手掛けた上松範康は「ライブ」を意識して楽曲製作を行ったという。また、激しい所と優しい所の歌い分けが聴き所であると語っている[16]。
2. MOONLIGHT [3:59]
作詞・作曲・編曲：STY
  - ラジオ『宮野真守のm-1ぐらんぷりっ!』エンディングテーマ
  - ラジオ『宮野真守のRADIO SMILE』エンディングテーマ

楽曲自体は、曲名通り「月」をテーマにしたリズム・アンド・ブルース風のミディアム調の幻想的で壮大な曲になっている[17]。
3. STAND UP SOUL [4:15]
作詞・作曲：宮野真守、編曲：木原良輔
  - ラジオ『宮野真守のm-1ぐらんぷりっ!』オープニングテーマ

自身が初めて作詞・作曲を手掛けた前向きなアッパーソングであり[14]、自身の「伝える」という環境の中で積極的にファンに元気を届けるという目的で製作された曲であり、その想いを込めて楽曲製作を行い、自身が「今、一番言いたい事」という気持ちを直球に詞、曲に込めた楽曲になったと語っている[18][9]。
当初は宮野が作曲する予定ではなかったので、楽曲製作はバンドメンバーの木原にアドバイスを貰いながら行ったという[19]。
2011年3月11日に発生した東日本大震災の影響で日本が厳しい状況になっているので、「今、大変な状況になっている日本を元気にしたい。」という想いも込められている[9]。

## 収録アルバム
| 曲名     | 収録アルバム   | 発売日        | 備考                  |
| -------- | -------------- | ------------- | --------------------- |
| オルフェ | 『FANTASISTA』 | 2012年4月18日 | 3rdオリジナルアルバム |